# Ločič
Ločič je naselje v Občini Trnovska vas.